# Traduzione intraculturale
La traduzione intraculturale è il processo di traduzione e/o trascrizione di un testo all'interno della stessa lingua. Si applica qualora il testo sia troppo antiquato e di difficile comprensione.

## Traduzione intraculturale
Quando si parla di traduzione, non si intende necessariamente solo il passaggio da un sistema culturale a un altro. Talvolta il traduttore può trovarsi ad affrontare uno scrittore la cui opera appartiene alla sua stessa cultura. Questo tipo di traduzione è chiamata intraculturale; l'obiettivo del traduttore in questo caso è quello di eliminare le barriere stilistiche e linguistiche dovute all'invecchiamento della lingua.
Per “attualizzare” un testo della stessa cultura esistono diversi procedimenti: dalla semplice trascrizione, ossia cambiamenti ortografici, lessicali o altro, alla traduzione del testo stesso. Le modifiche apportate dal traduttore testimoniano il suo intento di inserire il testo nel circuito comunicativo, mostrando le differenze stilistiche e ideologiche tra sé e l'autore.
Popovič considera le differenze tra testi come differenze tra prototesto e metatesto. Il traduttore deve far passare il testo attraverso il filtro della propria poetica e della situazione comunicativa del lettore contemporaneo.
Il suo ruolo è molto simile a quello di un restauratore, in quanto il traduttore attua un'operazione di “restauro” del testo originale adattandolo al presente. Questa operazione è conosciuta sotto il nome di “trascrizione tendenziosa”. Attraverso quest'operazione è possibile far rivivere il testo rendendolo più accessibile e aumentandone l'interesse che può suscitare.

## Trascrizione tendenziosa e traduzione interlinguistica
Esistono varie differenze tra la trascrizione tendenziosa e la traduzione interlinguistica.
A livello linguistico, mentre nella traduzione avviene una modifica della lingua, nella trascrizione tendenziosa vengono apportate correzioni ortografiche e viene modernizzato il lessico e la struttura delle frasi. A livello stilistico invece c'è una reazione al fattore temporale, ma manca quella dello spazio e lo stile viene modernizzato. Per quanto riguarda il livello tematico invece, mentre nella traduzione si cerca di conservare il sistema di comunicazione ed espressione del prototesto, nella trascrizione bisogna precisare gli elementi mancanti, decifrare le allusioni e spiegare i passaggi oscuri.
Il traduttore utilizza mezzi lessicali, grammaticali e stilistici diversi da quelli del prototesto, applica criteri estetici contemporanei nella scelta degli strumenti espressivi (a causa della distanza temporale dal testo di partenza) per realizzare il proposito dell'autore.